# Zagłada domu Usherów
Zagłada domu Usherów (ang. The Fall of the House of Usher) – nowela Edgara Allana Poego. Po raz pierwszy została opublikowana na łamach Burton’s Gentleman’s Magazine we wrześniu 1839 roku. Została nieco skorygowana przed włączeniem jej w zbiór jego utworów fikcyjnych pt. Opowieści groteskowo-arabeskowe (ang. Tales of the Grotesque and Arabesque) w 1840. Ta zawiera jeszcze wiersz Nawiedzony pałac, który został wcześniej opublikowany oddzielnie w kwietniu 1839 roku w magazynie Baltimore Museum.

## Fabuła
Historia rozpoczyna się dotarciem anonimowego narratora do domu jego przyjaciela, Roderyka Ushera, od którego otrzymał list z odległej części kraju, w którym ten narzeka na chorobę i prosi o słowa pociechy. Chociaż Poe napisał tę nowelę przed powstaniem nowoczesnych nauk psychologicznych, symptomy Ushera mogą być opisywane zgodnie z tą terminologią. Chodzi tu zarówno o przeczulicę (wyjątkową wrażliwość na światło, dźwięki, zapachy i zmysł smaku), hipochondrię (nadmierne zamartwianie się o istnieniu poważnej choroby) oraz poważne stany lękowe. Zostaje powiedziane, że bliźniacza siostra Ushera, Madeline, także jest chora i zapada na katalepsję, transy przypominające śmierć. Narrator jest pod wrażeniem obrazów Ushera i próbuje go pocieszyć, czytając z nim i słuchając jego kompozycji muzycznych improwizowanych na gitarze. Usher śpiewa Nawiedzony pałac, a następnie oznajmia narratorowi, że wierzy, iż dom w którym mieszka wykazuje pewne reakcje, i że powstają one z układu obmurowania i otaczającej go roślinności.
Usher informuje następnie narratora, że jego siostra zmarła i domaga się, aby została ona złożona w rodzinnej krypcie na dwa tygodnie, zanim zostanie pochowana. Przez następny tydzień zarówno Usher, jak i narrator są świadomi narastającego zdenerwowania bez jakiegoś wyraźnego powodu. Nadchodzi burza. Usher przychodzi do sypialni narratora, która jest usytuowana bezpośrednio nad grobowcem i otwiera okno w czasie burzy. Zauważa, że bagno wokół budynku zaczyna błyszczeć w ciemności, podobnie jak to miało miejsce przy obrazach Roderyka, pomimo faktu, że nie spostrzega oznak błyskawic.
Narrator próbuje uspokoić Ushera, czytając mu na głos The Mad Trist, powieść o rycerzu zwanym Ethelred, który włamuje się do chaty pustelnika, aby uciec przed zbliżającą się burzą, a znajduje złoto pilnowane przez smoka. Odkrywa również lśniącą mosiężną tarczę wiszącą na ścianie, na której jest zapisana legenda: każdy kto zabije smoka, zdobędzie tarczę. Uderzeniem buzdyganu Ethelred powala smoka, który umiera, wydając przeszywający ryk. Rycerz podchodzi do tarczy, aby ją zabrać, a ta spada na podłogę, wytwarzając przy tym nerwowy stukot. Gdy narrator czyta o przymusowym wejściu rycerza do chaty, obaj słyszą trzeszczące i rozdzierające dźwięki gdzieś w pałacu. Kiedy jest opisywany ryk umierającego smoka, ponownie słychać krzyk w domu. Podczas gdy jest relacjonowane, jak tarcza upada ze ściany, słyszalny jest pusty i metaliczny pogłos. Usher wpada w histerię i wykrzykuje, że te dźwięki pochodzą od jego siostry, która była żywa, gdy została złożona do grobowca, a on sam o tym wiedział. Drzwi sypialni się otwierają i ukazuje się Madeline. Upada ona martwa na podłogę, koło brata, który z przerażenia również umiera. Narrator ucieka z domu i gdy jest na zewnątrz, zauważa błysk światła, co skłania go do spojrzenia na dom Usherów, który rozpada się na dwie części, a spadające fragmenty wpadają do jeziora obok.

## Analiza

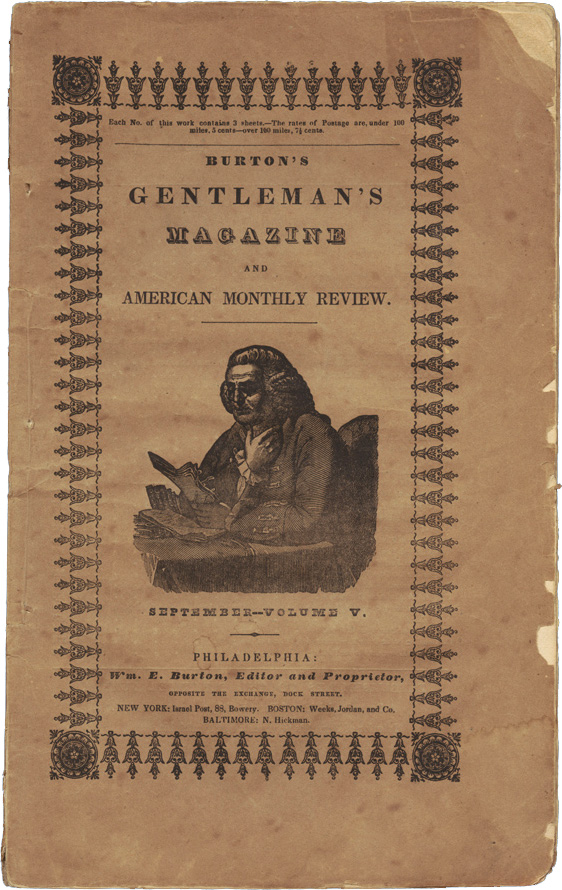
Zagłada domu Usherów została po raz pierwszy opublikowana we wrześniu 1839 roku w Burton’s Gentleman’s Magazine.

Zagłada domu Usherów jest postrzegana jako najlepszy przykład „absolutu” Poego, gdzie każdy element i szczegół są powiązane i istotne.
Motyw rozsypującego się nawiedzonego domu jest kluczową cechą Zamczyska w Otranto autorstwa Horace’a Walpole’a, osiemnastowiecznej powieści, która w dużym stopniu przyczyniła się do zdefiniowania powieści gotyckiej. Zagłada domu Usherów ukazuje zdolność Poego do stworzenia emocjonalnego tonu w jego twórczości, zwłaszcza uczucia strachu, zguby i winy. Te emocje koncentrują się na postaci Roderyka Ushera, który jak wiele bohaterów Poego, cierpi na nieznaną chorobę. Tak jak narrator w Serce oskarżycielem jego choroba wywołuje wyostrzenie zmysłów. Schorzenie manifestuje się fizycznie, ale bazuje na stanie psychicznym, a nawet moralnym Roderyka. Jest chory, jest to zasugerowane tym, że spodziewa on się choroby, na podstawie rodzinnej historii zachorowań, co wskazuje w zasadzie na hipochondrię. Podobnie ma się sytuacja z jego siostrą. Grzebie on ją żywcem, ponieważ spodziewa się, że będzie ona pochowana żywcem, tworząc w ten sposób jego własne spełniające się proroctwo.
Dom Usherów, z podwójnymi odniesieniami do rzeczywistej struktury i do rodziny, gra ważną rolę w noweli. Jest on pierwszym elementem, który narrator przedstawia czytelnikowi, ukazany jest on częściowo przez pryzmat ludzki: okna są niczym oczy w pierwszym akapicie. Szczeliny, które powstają w jego ścianach, symbolizują upadek rodziny Usherów, a dom „umiera” wraz z obojgiem rodzeństwa Usherów. Związek ten był podkreślony w wierszu Roderyka Nawiedzony pałac, który wydaje się bezpośrednim odniesieniem do posiadłości, która zwiastuje zgubę.
Lyon Sprague de Camp w jego biografii Lovecrafta napisał, że według znawcy Poego, Thomasa O. Mabbotta, Lovecraft w książce Supernatural Horror rozwiązał problem interpretacji Poego argumentując, że Roderyk Usher i jego siostra Madeline oraz cały dom dzielą ze sobą jedną wspólną duszę. Wyraźny psychologiczny wymiar tej historii skłonił wielu krytyków do jej analizy jako opisu ludzkiej psychiki, porównując, na przykład, dom do podświadomości, a jego środkową szczelinę do rozpadu osobowości zwanej osobowością mnogą. Wrażenie zaburzeń psychicznych jest również wywołane przez temat melancholii, możliwego kazirodztwa i wampiryzmu. Kazirodczy stosunek między Roderykiem i Madeline nie jest bezpośrednio stwierdzony, ale wydaje się zasugerowany dziwnym przywiązaniem obojga.

### Główne tematy
- Motyw sobowtóra, znany z takich dzieł Poego jak William Wilson, pojawia się również w Zagładzie domu Usherów. Odbicie domu w jeziorze jest opisane w początkowym akapicie, uderzające podobieństwo brata i siostry jest wspomniane, gdy Madeline umiera.
- Poe używa w noweli motywu śmierci i zmartwychwstania kobiety, tak jak w dziełach Ligeja i Morella.
- Temat choroby psychicznej jest zgłębiany w tej noweli, tak jak w kilku innych historiach, jak np. Berenice.
- Motyw pogrzebania żywcem jest również w dziełach Przedwczesny pogrzeb oraz w Beczce Amontillado.
- Jest tu również kilka różnych elementów charakterystycznych dla literatury gotyckiej, jak walący się zamek i jezioro, którego znaki rozkładu odzwierciedlają psychiczną kondycję Usherów, która szybko się pogarsza.

### Biblioteka Roderyka
Wszystkie książki wspomniane w historii istnieją naprawdę z wyjątkiem The Mad Trist. Natomiast dzieło Vigilae Mortuorum secundum Chorum Ecclesiae Maguntinae nie jest, jak opisano w opowiadaniu, zbiorem zasad jakiegoś zapomnianego kościoła, lecz bardzo rzadką księgą z modlitwami za zmarłych Kościoła katolickiego. Pozostałe tytuły w noweli to:
- Jean-Baptiste-Louis Gresset (1709–1777): Vert-Vert (1734), La Chartreuse
- Niccolò Machiavelli (1469–1527): Novella di Belfagor Arcidiavolo (1545)
- Emanuel Swedenborg (1688–1772): De Coelo et Ejus Mirabilibus, et de Inferno, et Auditis et Visis (1758)
- Ludvig Holberg (1684–1754): Niels Klims underjordiske Rejse (1741)
- Robert Fludd/Robertus de Fluctibus (1574–1637):
- Utriusque Macrocosmi at Microcosmi Historia (opublikowane między 1617 i 1619)
- Integrum Morborum Mysterium: Medicinae Catholicae (1631)
- Joannes Indagine (1467–1537): Die Kunst der Chiromantzey (c.1523)
- Marinus Cureau de la Chambre (1594–1669): Discours sur les Principes de la Chiromancie (1653)
- Johann Ludwig Tieck (1773–1853): Das alte Buch und die Reise ins Blaue hinein. Eine Mährchen-Novelle (1835)
- Tommaso Campanella né Giovanni Domenico Campanella (1568–1639): Civitas Solis (1623)
- Nicolau Aymerich (c. 1320–1399): Directorium Inquisitorum (1376)
- Pomponiusz Mela: De situ orbis (c.43 CE)

## Znaczenie
Zagłada domu Usherów to najbardziej znana nowela Poego. Ta przepełniona elementami makabrycznymi historia jest postrzegana jako arcydzieło amerykańskiej literatury gotyckiej. Podobnie jak w wielu innych książkach Poego, także w tym wypadku autor zapożycza wiele motywów z powieści gotyckiej. G. R. Thomson pisał we wstępie do Great Short Works of Edgar Allan Poe, że dzieło dawno zostało okrzyknięte arcydziełem gotyckiego horroru, jest nim również w odniesieniu do dramatycznej ironii i symbolizmu strukturalnego.
Nowela była krytykowana za zbytnią schematyczność. Poe był krytykowany za podążanie za swoimi własnymi wzorami z nowel Morella i Ligeja, stosując raz jeszcze banalne postawy w banalnych ujęciach. Monotonne tematy jak nieznane choroby, szaleństwo, oraz motyw zmartwychwstania również znalazły się w ogniu krytyki.
Inspiracją dla Poego mogły być wydarzenia w domu Usherów na nabrzeżu w Bostonie. Według tej historii, marynarz i żona starego właściciela domu zostali złapani i zamknięci przez jej męża w miejscu, gdzie się spotykali. Gdy dom Usherów został zburzony w 1800, znaleziono dwa ciała w otworze w piwnicy domu.

## Nawiązania w popkulturze

### Filmowe adaptacje
- Upadek domu Usherów (La Chute de la maison Usher, Francja, 1928) reż. Jean Epstein
- The Fall of the House of Usher (USA, 1928) reż. James Sibley Watson i Melville Webber
- The Fall of the House of Usher (Wielka Brytania, 1949) reż. Ivan Barnett
- Zagłada domu Usherów (znany również jako Fall of the House of Usher lub The Mysterious House of Usher) (1960), reż. Roger Corman występ. Vincent Price
- The Fall of the House of Usher (1966) (TV)
- Zánik domu Usherů (The Fall of the House of Usher) (1980) (wersja animowana reż. Jan Švankmajer)
- „Histoires extraordinaires: La chute de la maison Usher” (1981) (TV) z Mathieu Carrière
- The Fall of the House of Usher (1982) (TV) występ. Martin Landau i Ray Walston
- „El hundimiento de la Casa de Usher'” (1983) reż. Jesus Franco z Howardem Vernonem
- The House of Usher (1988) występuje Oliver Reed
- The House of Usher (2006)
- „House of Usher” (2008) reż. David DeCoteau
- „The fall of the house of Usher” (2023) reż. Mike Flanagan (NETFLIX series)

### Powieści
- Dziedzictwo Usherów (Usher's Passing, 1984), Robert McCammon
- Co porusza martwych (What moves the dead, 2020), T. Kingfisher